# Hec Fowler
Norman Boswell "Hec" Fowler, född 14 oktober 1892 i Saskatoon, Saskatchewan, död 30 juli 1987 i Peterborough, Ontario, var en kanadensisk professionell ishockeymålvakt. Fowler spelade sju säsonger i PCHA åren 1916–1924. Han representerade även Boston Bruins i NHL under sju matcher under lagets debutsäsong i ligan 1924–25.

## Karriär
Hec Fowler debuterade i PCHA med Spokane Canaries säsongen 1916–17. Lagets verksamhet lades dock ner efter säsongen och Fowler flyttade istället till tidigare ligakonkurrenten Seattle Metropolitans säsongen 1917–18. PCHA-säsongen 1919 spelade inte Fowler någon ishockey alls då han tagit värvning i armén och tjänstgjorde för Canadian Siberian Expeditionary Force i Vladivostok under Första världskrigets slutskede.
Efter det att Fowler kommit tillbaka till Kanada efter sin tid i armén spelade han fem säsonger för Victoria Aristocrats och Victoria Cougars i PCHA. 29 oktober 1924, inför säsongen 1924–25, sålde Victoria Cougars Fowler till det nya NHL-laget Boston Bruins. Fowler blev den förste målvakten att spela för Boston Bruins då han stod de sju första matcherna under säsongen, dock utan någon större framgång. Bruins förlorade med 1-10 på hemmais i Boston Garden mot Toronto St. Patricks den 22 november 1924 och efter matchen påstod Fowler att han hade släppt in mål med flit för att ett dåligt resultat skulle ge Bruins sportchef Art Ross en anledning att förstärka laget med bättre spelare. Ross svarade dock med att istället göra sig av med Fowler.
Säsongerna 1924–25 och 1926–27 spelade Fowler för Edmonton Eskimos i WCHL respektive Prairie Hockey League. Hans sista aktiva säsong var 1929–30 med Oakland Sheiks i California Hockey League.